# Puig del Viarany
El Puig del Viarany és una muntanya de 267 metres que es troba entre els municipis d'Agullana i Darnius, a la comarca catalana de l'Alt Empordà.